# Presles, Calvados

Presles este o comună în departamentul Calvados, Franța. În 1 ianuarie 2018 avea o populație de 275 de locuitori.